# Muzdalifa

Schematická mapa hadždže s vyznačením Muzdalify

Muzdalifa je lokalita poblíž Mekky v Saúdské Arábii. Nachází se na půli cesty mezi pahorkem Arafát a údolím Miná. Každý rok během hadždže v měsíci dhú'l-hidždža Muzdalifu navštíví obrovské množství poutníků, kteří jsou na cestě z rituálu stání na Arafátu do údolí Miná. Zde sbírají poutníci kameny pro kamenování satana.